# برج تبريد

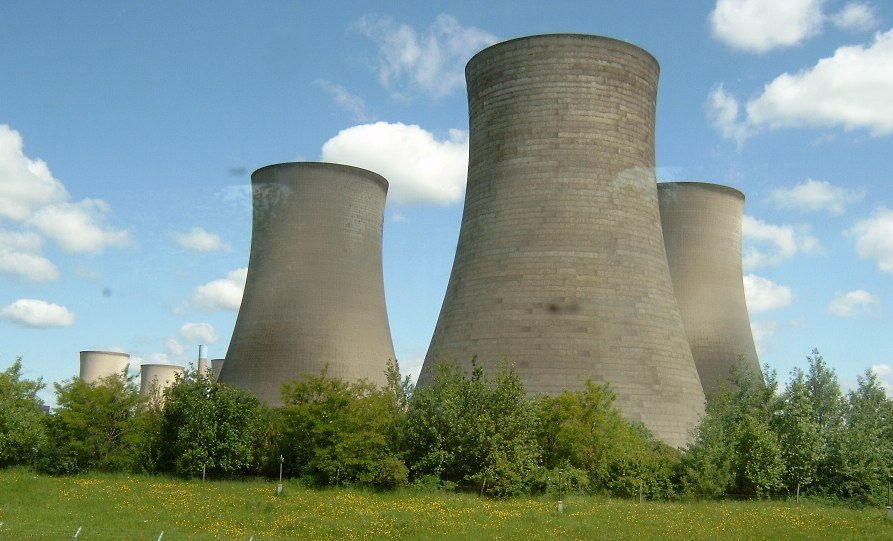
برج تبريد

أبراج التبريد هي أجهزة تستخدم من أجل نقل الحرارة الناتجة من العمليات الصناعية إلى الغلاف الجوي. أبراج التبريد قد تستخدم تبخير الماء من أجل نزع الحرارة وتبريد السائل المستخدم في العملية الصناعية إلى درجة حرارة قريبة من درجة حرارة الهواء.
الاستخدامات المشهورة تتضمن تبريد دورة الماء المستخدمة في مصافي النفط والمصانع الكيميائية ومحطات الطاقة.

## تاريخ أبراج التبريد
بدأت أبراج التبريد في القرن التاسع عشر عبر تطوير المكثفات لاستخدامها مع المحرك البخاري. تستخدم المكثفات مياهًا باردة نسبيًّا -بوسائل عديدة- لتكثيف البخار الخارج من الأسطوانات أو العنفات. يقلل هذا الضغط الخلفي، ما يخفض بدوره استهلاك البخار، وبالتالي استهلاك الوقود، مع زيادة الاستطاعة وإعادة تدوير مياه المرجل بنفس الوقت. ولكن المكثفات تتطلب مؤونة كبيرة من مياه التبريد، تكون دونها غير عملية. يقدر أن استهلاك مياه التبريد للمعالجة المحلية ومحطات الطاقة يخفض توافر الطاقة لمعظم المحطات الحرارية لتوليد الطاقة بحلول 2040-2069 م. في حين لا يشكل استخدام الماء مشكلة في المحركات البحرية، فإنه يحد بشدة الكثير من الأنظمة على اليابسة.
بحلول القرن العشرين، كانت العديد من الطرق التبخيرية لإعادة تدوير مياه التبريد في المناطق الخالية من موارد المياه القائمة، منا في المناطق المدنية التي قد لا تكون مياه التغذية الرئيسية فيها كافية للتزود بالمياه؛ أو لا يمكن الاعتماد عليها وقت زيادة الطلب؛ أو ملائمة لتلبية حاجات التبريد. في المناطق التي تتوفر فيها المساحات، اتخذت الأنظمة شكل برك التبريد، أما في الأماكن محدودة المساحات، كما في المجن، فقد اتخذت شكل أبراج التبريد.
كانت هذه الأبراج الأولى متوضعة إما على أسطح الأبنية أو كبنى قائمة بذاتها، مغذاة بالهواء عن طريق المراوح أو معتمدة على الجريان الطبيعي للهواء. وصف مرجع هندسة أمريكي في عام 1911 أحد التصاميم بأنه «هيكل دائري أو مستطيل من الصفائح الخفيفة -بطريقة تشبه فعليًّا عمود مدخنة مقصر كثيرًا عموديًّا (بارتفاع 20 إلى 40 قدم) ومعرّض كثيرًا أفقيًّا. في الأعلى مجموعة من ممرات التوزيع، يجب أن يضخ إليها الماء من المكثف؛ ومنها يتقاطر على «سجادات» مصنوعة من شرائح خشبية أو شبكات من الأسلاك المفتولة، تملأ الفراغ ضمن البرج».
أصدرت براءة اختراع لبرج تبريد ذي سطح زائد لصالح المهندسين الهولنديين فريدريك فان إترسون وجيرارد كويبرز في عام 1918. بنيت أول أبراج ذات سطح زائد في عام 1918 قرب هيرلن. بنيت أول هذه الأبراج في المملكة المتحدة في عام 1924 في محطة ليستر درايف لتوليد الطاقة في ليفربول في إنجلترا لتبريد المياه المستخدمة في محطة توليد طاقة كهربائية تعمل على الفحم.

## التصنيف حسب الاستخدام

### التدفئة والتهوية وتكييف الهواء (إتش فّاك)
يُستخدم برج تبريد لأغراض التدفئة والتهوية وتكييف الهواء للتخلص من («طرح») الحرارة غير المرغوب بها من آلة تبريد. آلات التبريد المبردة بالماء تكون عادةً أكثر كفاءة طاقية من آلات التبريد المبردة بالهواء بسبب طرح الحرارة إلى برج مياه عند درجة حرارة الميزان الرطب أو قربها. يجب أن تطرح آلات التبريد المبردة بالهواء عند درجة حرارة ميزان جاف التي تكون أعلى من درجة حرارة الميزان الرطب، وبالتالي فإن لها قيمة وسطية أقل لمردود دورة كارنو العكسية. في المناطق ذات المناخ الحار، تستخدم أبنية المكاتب الكبيرة، والمشافي، والمدارس عادةً برج تبريد أو أكثر كجزء من نظام تكييف الهواء. بشكل عام، فإن أبراج التبريد الصناعية أكبر بكثير من أبراج التبريد الخاصة بأغراض التدفئة والتهوية وتكييف الهواء. يقرن استخدام أبراج التبريد في أغراض التهوية والتدفئة وتكييف الهواء بين برج التبريد وآلة تبريد مبردة بالماء أو مكثف مبرد بالماء. يعرف طن تكييف الهواء بأنه طرح 12,000 وحدة حرارية بريطانية في الساعة (3,500 واط). الطن المكافئ من جهة برج التبريد يطرح في الحقيقة نحو 15,000 وحدة حرارية بريطانية في الساعة (4,400 واط) بسبب الحرارة المكافئة المهدورة الإضافية من الطاقة التي تحتاجها قيادة ضاغط آلة التبريد. يعرف الطن المكافئ هذا بأنه الطرح الحراري الناتج عن تبريد 3 جالون أمريكي في الدقيقة (11 لترًا في الدقيقة) أو 1,500 باوند في الساعة (680 كغ/سا) من الماء ذات درجة الحرارة 10 درجات فهرنهايت (6 درجات مئوية)، ما يكافئ 15,000 وحدة حرارية بريطانية في الساعة (4,400 واط)، بافتراض معامل أداء تبريدي لآلة التبريد بقيمة 4.0. يكافئ معامل الأداء التبريدي هذا نسبة كفاءة طاقية بقيمة 14.
تستخدم أبراج التبريد أيضًا في أنظمة التدفئة والتهوية وتكييف الهواء التي لها عدة مضخات حرارية مائية المصدر تشترك في شبكة أنابيب مشتركة لدارة المياه. في هذا النوع من الأنظمة يطرح الماء الدائر داخل دارة المياه الحرارة من مكثف المضخات الحرارية متى ما عملت المضخات الحرارية في وضع التبريد، عندها يستخدم برج التبريد المركب خارجيًّا لإزالة الحرارة من دارة المياه وطرحها في الجو. على النقيض من ذلك، فحين تعمل المضخات الحرارية في وضع التدفئة، تسحب المكثفات الحرارة من حلقة المياه وتطرحها في المساحة المراد تدفئتها. حين يجري استخدام دارة المياه بشكل رئيسي لتزويد المبنى بالحرارة، يكون برج التبريد معلقًا عادةً (وقد يجفف أو يجهز لفصل الشتاء لمنع حدوث ضرر التجمد)، وتوفر الحرارة بطرق أخرى، عادةً من مراجل منفصلة.

### أبراج التبريد الصناعية
يمكن استخدام أبراج التبريد الصناعية لإزالة الحرارة من عدة مصادر كالآلات أو المواد المعالجة بالحرارة. الاستخدام الرئيسي لأبراج التبريد الصناعية الكبيرة هو إزالة الحرارة الممتصة في أنظمة مياه التبريد المدارة المستخدمة في محطات الطاقة، ومصافي النفط، والمحطات البتروكيماوية، ومحطات معالجة الغاز الطبيعي، ومصانع أنصاف النواقل، ولمنشآت صناعية أخرى كما في مكثفات أعمدة التقطير، وفي عمليات تبريد السائل في صنع الزجاج، ... إلخ. معدل التدوير لمياه التبريد في محطة طاقة تقليدية تعمل على الفحم باستطاعة 700 ميغاواط ببرج تبريد يبلغ نحو 71,600 متر مكعب في الساعة (315,00 غالون أمريكي في الدقيقة) ويتطلب الماء الدائر معدل تعويض مياه تغذية قد يبلغ 5% (أي 3,600 متر مكعب في الساعة، مكافئ لمتر مكعب واحد في الثانية).
إذا لم تمتلك تلك المحطة نفسها برج تبريد واستخدمت مياه تبريد لمرة واحدة، فستتطلب نحو 100,000 متر مكعب في الساعة. يقتل السحب الكبير لمياه التبريد عادةً ملايين الأسماك واليرقات سنويًّا، إذ ترتطم هذه الكائنات العضوية بشبكات السحب. يجب إعادة كميات كبيرة من المياه باستمرار إلى المحيط أو البحيرة أو النهر الذي أخذت منه مع إعادة تزويد المحطة باستمرار بنفس الكميات. أيضًا، قد يرفع لفظ كميات كبيرة من المياه الساخنة درجة حرارة النهر أو البحيرة إلى مستوى غير مقبول للنظام البيئي المحلي. يمكن لدرجات الحرارة المرتفعة أن تقتل الأسماك والكائنات المائية الأخرى، أو يمكنها أيضًا أن تسبب ازديادًا في أعداد كائنات غير مرغوب بها كفصائل الأصداف المخططة أو الطحالب. يبدد برج التبريد الحرارة في الجو بدل ذلك، والانتشار في الرياح والهواء ينشر الحرارة على مساحات أكبر بكثير من المساحات التي تغطيها المياه الساخنة في المسطحات المائية. لا يمكن استخدام مياه التبريد التبخيري لأغراض أخرى لاحقة (غير هطول المطر في مكان ما)، في حين يمكن إعادة استخدام مياه التبريد السطحي. تستفيد بعض محطات الطاقة النووية والعاملة على الفحم في المناطق الساحلية من مياه المحيط المستخدمة للتبريد مرة واحدة. ولكن حتى في تلك الأماكم، يتطلب مخرج المياه تصميمًا مدروسًا بعناية لتفادي أي مشاكل بيئية.
تمتلك مصافي النفط أيضًا أنظمة أبراج تبريد كبيرة جدًّا. تدير مصفاة نفط تقليدية تعالج 40,00 طنًّا متريًّا من النفط الخام في اليوم (300,00 برميل (48,00 م3) في اليوم) نحو 80,00 مترًا مكعبًا من الماء في الساعة عبر نظام برج التبريد فيها.
أطول برج تبريد في العالم يبلغ طوله 202 مترًا (663 قدمًا) وهو البرج الخاص بمحطة كالي سند للطاقة الحرارية في جهلاوار في راجستان في الهند.